# Vittorio Merloni
Vittorio Merloni (Fabriano, 30 de abril de 1933-Ibídem, 18 de junio de 2016) fue un empresario e industrial italiano. Hijo de Aristide Merloni, fundador de la Industria Merloni, era el presidente honorífico de Indesit Company (cuyo actual presidente es su hijo Andrea) y de Fineldo (presidido por su hija Antonella), holding familiar que controla Indesit Company y otros negocios del grupo.

## Biografía
Se licenció en Economía y Comercio por la Universidad de Perugia. Se casó con Franca Carloni y tuvieron cuatro hijos: María Paola, Andrea, Antonella y Aristide.
Su carrera empresarial comenzó en la década de 1960 dentro del negocio familiar. En 1975 fundó Merloni Elettrodomestici (renombrado Indesit Company en 2005) y se convirtió en el presidente, cargo que ocupó de forma continua hasta el 29 de abril de 2010, cuando dejó la presidencia a su hijo Andrea y fue nombrado presidente de honor.
La compañía, que cotiza en la Bolsa de Milán desde 1987, es uno de los principales fabricantes y distribuidores de grandes electrodomésticos de Europa (lavadoras, secadoras, lavasecadoras, lavavajillas, frigoríficos, congeladores, cocinas, campanas, hornos y encimeras). 
Fue presidente de Confindustria (la Federación de Empresarios italiana), cargo que desempeñó durante cuatro años. En 1984, año en que fue nombrado "Cavaliere del lavoro", fue elegido presidente de Centromarca, una asociación de marcas italianas, puesto que ocupó hasta 1988.
En 2001 comenzó la presidencia de cuatro años de duración de Assonime, asociación italiana de sociedades anónimas. En el mismo año recibió un doctorado honorífico en ingeniería de gestión por el Politecnico di Milano. Desde entonces recibió varios premios y reconocimientos: en 2003, dos años después de que Indesit Company absorbiese Hotpoint, marca del Reino Unido, fue nombrado Comandante del Imperio Británico. 
En 2004 recibió el Premio Leonardo a la Internacionalización y en 2005 recibió el Premio GEI (Grupo Esponenti Italiani) en Nueva York, en reconocimiento y aprecio a su trabajo en el sector y en la industria, cuya contribución ha hecho mucho por mejorar la imagen de Italia en el extranjero.